# Гальчевка
Га́льчевка (рос. Гальчевка, ерз. Гальцовка) — присілок у складі Торбеєвського району Мордовії, Росія. Входить до складу Сургодського сільського поселення.
Населення — 87 осіб (2010; 89 у 2002).
Національний склад станом на 2002 рік:
- мокшани — 94 %